# Tigst Assefa
Tigst Assefa (en amárico: ትእግስት አሰፋ; Adís Abeba, 3 de diciembre de 1996) es una deportista etíope que compite en atletismo, especialista en las carreras de mediofondo, fondo y maratón.
Participó en dos Juegos Olímpicos de Verano, en los años 2016 y 2024, obteniendo una medalla de plata en París 2024, en la maratón.
Obtuvo tres victorias en los Grandes Maratones: Maratón de Berlín (2022 y 2023) y Maratón de Londres (2025). En abril de 2025 estableció una nueva plusmarca mundial de la maratón solo para mujeres (2:15:50).

## Palmarés internacional
| Juegos Olímpicos | Juegos Olímpicos | Juegos Olímpicos | Juegos Olímpicos |
| Año              | Lugar            | Medalla          | Prueba           |
| ---------------- | ---------------- | ---------------- | ---------------- |
| 2024             | París (Francia)  | Medalla de plata | Maratón          |